# L'orage africain: un continent sous influence
L'orage africain: un continent sous influence (español: La tormenta africana: un continente bajo influencia) es una película dramática beninesa de 2017 dirigida por Sylvestre Amoussou. La película ganó el premio Étalon de Yennenga en el Festival Panafricano de Cine y Televisión de 2017 en Uagadugú.

## Reparto
- Sylvestre Amoussou
- Philippe Caroit
- Sandrine Bulteau
- Eriq Ebouaney
- Laurent Mendy
- Sandra Adjaho